# Sakowitz
Sakowitz was een Amerikaanse herenkledingwinkel die uitgroeide tot een kleine keten van luxe warenhuizen met vestiging in Houston. Het bedrijf was actief van 1902 tot 1990. Sakowitz lanceerde veel Europese modeontwerpers in Amerika, waaronder André Courreges, Yves Saint Laurent, Zandra Rhoades, Givenchy en Erminegildo Zegna. De Sakowitz-catalogi werden naar alle vijftig staten en naar het buitenland verzonden.

## Geschiedenis

### Oorsprong
Leebe Shaikovich was een Asjkenazisch-Joodse man uit Korostyshiv (Volhynië), dat tegenwoordig deel uitmaakt van Oekraïne, maar destijds van het Russische Rijk. In 1886 emigreerde hij naar de Verenigde Staten, waar hij bij aankomst zijn naam veranderde in Louis Sakowitz. In Galveston (Texas), begon Louis een marskramerbedrijf. Hij nam bestellingen aan en bezorgde kleding op de fiets aan de vele koopvaardijzeelieden. Vervolgens openden hij met zijn zoon Samuel een kleine winkel vlak bij de kade, terwijl de broers Simon en Tobias tijdelijk elders in de stad werkten. Maar in 1902 openden ze de herenmodezaak Sakowitz Brothers in Galveston op Market Street 2113. In 1911 breidden ze uit naar het bloeiende Houston op Main Street 308. Deze winkel werd gerund door Simon, terwijl Tobias de toen grotere vestiging in Galveston leidde. De vestiging in Galveston werd in 1917 gesloten en samengevoegd met de winkel in Houston. 

### Vlaggenschipwinkel Houston
In 1929 verhuisde de oorspronkelijke winkel in Houston op Main Street 308 naar het Gulf Building op Main Street 720, ontworpen door de bekende architect uit Houston, Alfred C. Finn.
In 1951 verhuisde Sakowitz opnieuw naar een modernistische winkel van vijf verdiepingen op Main Street 1111 (op de hoek van Dallas en Main Street), eveneens ontworpen door Finn. Dit was de eerste keer dat Sakowitz werkelijk ‘een warenhuis runde’, aangezien het nu rechtstreeks de damesafdelingen (en verschillende andere afdelingen) beheerde, die voordien in franchise waren gegeven aan andere exploitanten.
De winkel, waarvan de buitenkant behouden is gebleven maar waarvan de binnenkant is omgebouwd tot parkeergarage, bevatte: 
- bijna 800 m² aan gepolijste en antieke spiegels;
- 10.872 gloei- en fluorescentielampen
- 32 openbare telefoons;
- 205 winkeltelefoons;
- 23.597 m² oppervlakte;
- Het markante Sky Terrace- restaurant;
- 2 “Red Reminder” telefoons. Telefoons bij de ingangen van de winkel, waarmee klanten elke afdeling kunnen bellen als ze tijdens het winkelen een artikel vergeten waren.

### Uitbreiding
In 1956 opende Sakowitz zijn eerste vestiging in de buitenwijk, in de Gulfgate Mall.
In 1959 werd een grote vrijstaande winkel van 17.373 m² geopend aan de Westheimer Road bij Post Oak, vlak bij The Galleria.
Uiteindelijk breidde de keten zich uit naar 16 locaties, waarvan er 14 in Texas waren, een in Scottsdale, Arizona en nog een in Tulsa, Oklahoma.

### Sakowitz II-formule
Sommige van de nieuwe winkels in de buitenwijken werden volgens de "Sakowitz II"-formule opgezet, in feite junior warenhuizen, kleiner van omvang en gericht op markten binnen een straal van 5 tot 8 km van elke winkel, in plaats van de 8 tot 32 km van de winkels met een compleet assortiment. De winkel in Champions Village was de eerste in 1978; een andere in Clear Lake City, volgde in 1979. 
In de Sakowitz II-winkels waren er bewust geen muren die van de vloer tot het plafond reikten. Verkopers konden klanten op verschillende plekken in de winkel bedienen: in de winkel voor mannen, vrouwen en kinderen, en in de winkel voor kleding, accessoires en schoenen. De kleinere winkels volgden de 'I.D.A.'- merchandisingstrategie van Sakowitz: innovatief, richtinggevend en acceptatiegericht. Innovatieve mode in het midden van de winkel, richtinggevende gebieden stralen daarvandaan uit en acceptabele koopwaar langs de randen. 

### Faillissement 1985
In 1985 telde de Sakowitz-winkels totaal 102.193 m² aan oppervlakte. Dat jaar vroeg een met schulden belastte Sakowitz het faillissement aan en als onderdeel van het plan sloten of verkochten ze alle winkels buiten Greater Houston, evenals de 20.903 m² grootte winkel in het centrum van Houston en de winkel in de Gulfgate Mall. Er bleven vier winstgevende winkels over, allemaal in de buitenwijken van Houston: Post Oak, Town & Country, en twee kleinere winkels in Clear View (NASA Road) en Champions.

### Hooker
Eind jaren 1980 wilde de Australische projectontwikkelaar L.J. Hooker een luxe winkelcentrum in de buitenwijken  van  Cincinnati, Ohio ontwikkelen, de Forest Fair Mall, nu Forest Fair Village. In de plannen van Hookers zou Sakowitz een van de belangrijkste winkels van het winkelcentrum zou worden, naast B. Altman en Bonwit Teller, twee luxe winkelketens uit New York.
In 1988 kocht Hooker een meerderheidsbelang in alle drie de ketens, zodat ze vestigingen konden openen in het nieuwe winkelcentrum en een aantal andere winkelcentra, waar hij plannen voor had, waaronder de Lake Fair Mall in Tampa, Florida, en twee winkelcentra in de staat New York, het Carousel Plaza (nu Destiny USA) in Syracuse en het  Walden Galleria in de buitenwijken van Buffalo. Sakowitz opende daar op 31 maart 1989 een winkel. 

### Liquidatie
Slechts enkele maanden na de opening van het winkelcentrum in Cincinnati, op 9 augustus 1989, vroeg Hooker faillissement aan vanwege de schulden die waren ontstaan door de projecten in de Verenigde Staten. Hooker verkocht B. Altman terug aan de voormalige eigenaar, maar ging over tot de liquidatie van zowel Bonwit Teller als Sakowitz. 
In de loop van 1990 werden alle vestigingen van Sakowitz gesloten, net als de filialen van Bonwit Teller en B. Altman. 

### Sakowitz Furs
Vanaf 1976 verhuurde Sakowitz' zijn bontafdelingen aan Evans Fur Company bontsalons met Jerry Gronauer als manager. In 1986 verliet Gronauer Evans en ging zelf ruimte huren bij Sakowitz. Gronauer exploiteerde later met zijn zoon een winkel in de buurt van de oude Sakowitz-vestiging in Post Oak.

## Filialen
| Locatie                          | Winkeltype            | Openingsjaar  | Sluitingsjaar | Regio            | Wijk                                  | Shopping Center                 | Oppervlakte |
| -------------------------------- | --------------------- | ------------- | ------------- | ---------------- | ------------------------------------- | ------------------------------- | ----------- |
| Galveston                        | Heren en jongens      | 1902          | 1917          | Galveston, Texas | Galveston, Texas                      | Market Street 2113              |             |
| Downtown Houston 1e locatie      | Heren                 | 1911          | 1917          | Houston          | Downtown                              | Main Street 308                 |             |
| Downtown Houston 2e locatie      | Heren en jongens      | 1917          | 1929          | Houston          | Downtown                              | Main and Preston, Kiam Building |             |
| Downtown Houston 3e locatie      | Volledig assortiment  | 15 april 1929 | 1951          | Houston          | Downtown                              | Gulf Building, Main and Rusk    | 5.574 m²    |
| Downtown Houston 4e locatie      | Volledig assortiment  | 1951          | 1990          | Houston          | Downtown                              | Main Street 1111                | 23.600 m²   |
| Shamrock Hotel                   | Heren                 | 1952          | closed        | Houston          | Downtown                              | Shamrock Hotel                  |             |
| Gulfgate Mall                    | Volledig assortiment  | 1956          | 1985          | Houston          | East End                              | Gulfgate Mall                   | 11.980 m²   |
| Post Oak                         | Volledig assortiment  | maart 1959    | 1990          | Houston          | Galleria area                         | Westheimer and Post Oak         | 17.400 m²   |
| Town & Country Village           | Volledig assorttiment | 1967          | 1990          | Houston          | Memorial City                         | Town & Country Village          |             |
| Amarillo                         | Volledig assortiment  | 1969          | 1985          | Amarillo, Texas  | Amarillo, Texas                       | Western Crossing mall           |             |
| Yves St. Laurent Boutique Dallas | Boetiek               | 1973          | closed        | Dallas           | North Dallas                          | Lovers Lane 4400                |             |
| Scottsdale AZ                    | Volledig assortiment  | 1974          |               | Phoenix          | Scottsdale                            | Camelview Plaza                 |             |
| Champions                        | Sakowitz II           | 1978          | 1990          | Houston          | 1960/Cypress (NW Houston)             | Champions Village               |             |
| Valentino Boutique Dallas        | Boetiek               | 1978          | closed        | Dallas           | North Dallas                          | 4400 Lovers Lane                |             |
| Clear Lake                       | Sakowitz II           | augustus 1979 | 1990          | Houston          | Clear Lake City NASA area, Nassau Bay | Ports O'Call Fashion Mall       | 2.930 m²    |
| Dallas                           | Volledig assortiment  | 1980          | 1985          | Dallas           | North Dallas                          | Sakowitz Village                |             |
| Tulsa OK                         | Volledig assortiment  | 1980          | 1985          | Tulsa            | Southern Hills                        | Kensington Galleria             | 6.503 m²    |
| Midland TX                       | Volledig assortiment  | 1980          | 1985          | Midland, Texas   | West Loop 250 North                   | Midland Park Mall               |             |
| Cincinnati OH                    | Volledig assortiment  | 31 maart 1989 | Gesloten      | Cincinnati       | Forest Park and Fairfield, Ohio       | Forest Fair Mall                |             |